# Thynen
Die Thynen oder Thynier (altgr. Θυνοί = Thynier) waren ein thrakischer Stamm im antiken Thrakien und Bithynien.
Ihr hauptsächliches Siedlungsgebiet war in der Gegend um Salmydessos und am Fluss Strymon. Sie wanderten im 8. Jahrhundert v. Chr. nach Kleinasien aus, wo sie Bithynia gründeten. Die ersten griechischen Siedler verwendeten das Wort Thyni („Hunnen“), um die in diesem Gebiet angetroffenen Stämme zu beschreiben. Die Bedeutung ihres Namens ist ungeklärt. Eine mögliche Erklärung ist, dass der Name von altgr. θύννος (= Thunfisch) abgeleitet wurde, da es sowohl in ihrem ursprünglichen Gebiet als auch am Bosporus reiche Thunfischvorkommen gab.